# Wyoming Highway 114
Der Wyoming Highway 114 (kurz: WYO 114) ist eine 17,41 km lange State Route im US-Bundesstaat Wyoming, die im Norden des Staates in den Countys Park und Big Horn verläuft. Die Straße ist auch als Old Sundance Road bekannt.

## Streckenverlauf
Der Wyoming Highway 114 startet am U.S. Highway 14-Alt unmittelbar nördlich von Garland im östlichen Park County. Die Straße verläuft zunächst nach Nordwesten, später nach Norden durch das Bighorn Basin und wendet sich nach Überqueren des Polecat Creek nach Nordosten. Entlang des Flusses verläuft die Straße bis ins Big Horn County, das der Highway nach 15,39 km erreicht. Hier führt der Wyoming Highway 114 noch etwa zwei Kilometer bis Deaver und endet nach insgesamt 17,41 km an der Kreuzung mit U.S. Highway 310 und Wyoming Highway 789.

## Geschichte
Zwischen 1926 und 1936 war der Wyoming Highway 114 Teil des U.S. Highway 420, zwischen 1936 und 1939 wurde er als Wyoming Highway 420 bezeichnet. Als der U.S. Highway 14 1940 in Betrieb genommen wurde und weiter südlich bis Greybull verlief, entstanden weiter nördlich der Wyoming Highway 14 und der Wyoming Highway 114. Mitte der 1960er-Jahre wurde der Wyoming Highway 14 in U.S. Highway 14-Alt umbenannt, während die Bezeichnung des WYO 114 bis heute erhalten geblieben ist.

## Belege
1. 1 2  AARoads: Wyoming State Route Log: 100 through 199. Abgerufen am 28. März 2025 (amerikanisches Englisch).